# Nguyễn Văn Sơn (thẩm phán)
Nguyễn Văn Sơn (sinh ngày 1 tháng 5 năm 1962) là một thẩm phán người Việt Nam. Ông có chức danh Thẩm phán Tòa án nhân dân tối cao. Ông hiện là thành viên Ủy ban thẩm phán Tòa án nhân dân cấp cao tại Hà Nội. Ông từng là Thẩm phán Tòa phúc thẩm Tòa án nhân dân tối cao tại Hà Nội. Ông từng làm chủ tọa các phiên tòa xử nhiều vụ án lớn như các vụ Dương Chí Dũng, Trịnh Xuân Thanh, Giang Kim Đạt,...

## Sự nghiệp
Ngày 15 tháng 3 năm 2017, ông là Thẩm phán Chủ tọa phiên tòa của Tòa án nhân dân cấp cao tại Hà Nội xét xử vụ án hình sự tham ô tài sản đối với Trịnh Xuân Thanh - nguyên Chủ tịch Hội đồng quản trị Tổng công ty Cổ phần Xây lắp Dầu khí Việt Nam (PVC).
Ngày 17 tháng 8 năm 2017, ông là Chủ tọa phiên tòa phúc thẩm ở Tòa án nhân dân cấp cao tại Hà Nội xét xử vụ án tham ô tài sản xảy ra tại Công ty TNHH MTV Vận tải Viễn dương (Vinashinlines) do Giang Kim Đạt và đồng phạm thực hiện.

### Một số vụ án nổi bật
- Vụ xử Dương Chí Dũng và đồng bọn[4]: